# Шэньчжэнь-Баоань
Междунаро́дный аэропо́рт Шэньчжэ́нь-Баоа́нь (кит. упр.深圳宝安国际机场; кит. трад.深圳寶安國際機場; пиньинь Shēnzhèn Bǎo'ān Guójì Jīchǎng; англ. Shenzhen Bao’an International Airport), ранее носил название Шэньчжэнь-Хуантянь (англ. Shenzhen Huangtian Airport) (ИАТА: SZX, ИКАО: ZGSZ), расположен недалеко от деревень Хуантянь и Фуюн в районе Баоань, Шэньчжэнь, Гуандун, Китай. Расположен в 32 км от центра (CBD) района Лоху.
Аэропорт был открыт 12 октября 1991. Его площадь — 10,8 км². У аэропорта одна взлётно-посадочная полоса длиной 3400 м и шириной 45 м, на перроне есть 53 стоянки самолётов.
В 2003 у аэропорта было 148 местных 11 международных назначений. Через него было перевезено в 2003 году 10,842,800 пассажиров и 406,600 тонн груза. Кроме того, существует паром в Международный аэропорт Гонконга, где пассажиры могут пройти транзитом, минуя иммиграционный и таможенный контроль, как это был бы обычный транзит в одном аэропорту.
В 2007 пассажирооборот Международного аэропорта Шэньчжэнь Баоань составил 20,619,154 пассажиров по данным Администрации гражданской авиации Китая, это пятый по загруженности аэропорт страны. По грузообороту аэропорт занимает 4-е место в Китае, в 2007 году было перевезено 616,172 тонн грузов. По показателю количества взлётов-посадок аэропорт занял 6-е место в стране в 2007.
К 2018 году пассажиропоток составил 49,348,950 человек, сделав аэропорт одним из самых загруженных в мире.

## Транспорт
Регулярное автобусное сообщение соединяет аэропорт с остальными районами города. Международные автобусы идут в Гонконг и Дунгуань.
Такси работают только в Шэньчжэни, однако некоторые такси идут также в Дунгуань.
TurboJET является оператором паромов в Цзюлун (Гонконг), Макао и Международный аэропорт Гонконга. Бесплатные автобусы соединяют пирс с аэропортом.
Существует удобное автобусное сообщение аэропорта Шэньчжэня с Коулуном в Гонконге. В недавно построенном торговом центре Elements над станцией Гонконгского метрополитена на Тун Чун и линии Airport Express, есть возможность пройти регистрацию и сесть на прямой автобус в аэропорт Шэньчжэня. Этот городской пункт регистрации находится отдельно от такого же пункта регистрации международного аэропорта Гонконга.